# Santo Helério
Santo Helério (em inglês: Saint Helier) é a capital de Jersey, uma das ilhas do Canal. Tem 4,1 km² de área (a maior parte de carácter rural) e 33 522 habitantes, cerca de 34,2% do total da população da ilha.